# Henry de Bromhead
Henry de Bromhead, född 28 oktober 1972, är en irländsk galopptränare som specialiserat sig på att träna hästar för National Huntlöpning. Han har tränat hästar som Sizing Europe, Honeysuckle och Minella Times och driver sin verksamhet i Knockeen, County Waterford.

## Biografi
Henry de Bromhead började träna hästar år 2000, efter att ha tagit över familjens stall från sin far, Harry. De Bromhead tillbringade tid med att lära sig att träna hästarna, och arbetade även en tid på Coolmore Stud. Han tog sin första tränarseger i ett grupp 1-löp 2008 då Sizing Europe segrade i Irish Champion Hurdle, och har sedan dess haft framgångar i både Irland och Storbritannien. Hans nuvarande stalljockey är Rachael Blackmore.
Den 10 april 2021 red Rachael Blackmore Minella Times till seger i Grand National och blev den första kvinnliga jockeyn att segra i löpet. Minella Times startade som fjärdehandsfavorit vid 11/1, och segrade med 6½ längd framför stallkamraten och tvåan Balko Des Flos. På grund av Covid-19-restriktioner fanns det inga åskådare på banan för att bevittna den historiska segern.

### Privatliv
Henry de Bromhead är gift med Heather de Bromhead. Paret har tillsammans tre barn, tvillingarna Jack och Mia, samt deras yngre syster Georgia.
Den 4 september 2022 avled de Bromheads son Jack under Glenbeigh Racing Festival. Jack de Bromhead deltog i ett ponnylöp då han kastades av sin häst och avled, endast 13 år gammal. Alla kommande löp ställdes in, och hela festivalen avbröts.